# Dactylaria irregularis
Dactylaria irregularis är en svampart som beskrevs av de Hoog 1985. Dactylaria irregularis ingår i släktet Dactylaria, ordningen disksvampar, klassen Leotiomycetes, divisionen sporsäcksvampar och riket svampar.   Inga underarter finns listade i Catalogue of Life.